# Städtepartnerschaft Verl–Delphos
Die Städtepartnerschaft Verl–Delphos nahm ihren Anfang am 2. November 1998 mit dem Beschluss des Rates der Gemeinde Verl, Kreis Gütersloh mit der Stadt Delphos (Ohio) in den USA eine Städtepartnerschaft einzugehen. Ferdinand Bredeick, Bruder des in Verl 1789 geborenen Pfarrers Johannes Otto Bredeick, gründete 1845 die Stadt Delphos. Wegen der damals herrschenden bitteren Not verließen viele Auswanderer Verl und umliegende Gemeinden und siedelten sich in Delphos und Umgebung an.

## Geschichte
Im 19. Jahrhundert gründete der Verler Auswanderer Ferdinand Bredeick (alternative Schreibung: Bredeik) zwei benachbarte Städte in Ohio, USA: Delphos und Ottoville. Die anfänglich noch regen Bindungen zu Verl dünnten sich immer mehr aus und rissen schließlich – vor allem in der Folge des Ersten Weltkriegs – ganz ab. Erst in den 1990er Jahren entstanden neue Kontakte, die schließlich zur Gründung einer offiziellen Städtepartnerschaft führten.

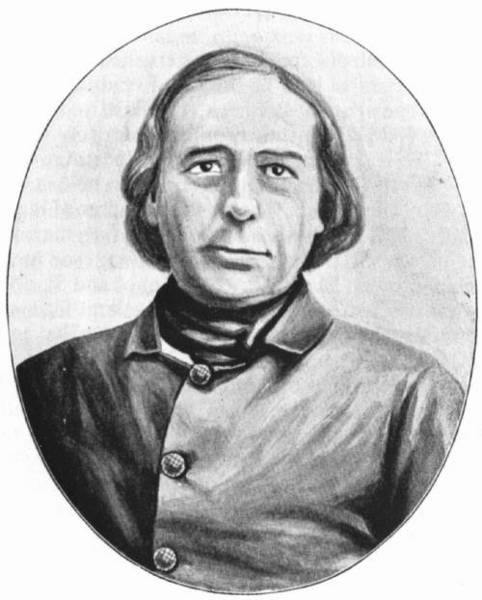
Johannes Otto Bredeick

Im Jahre 1789 wurde Johannes Otto auf dem Bredeick'schen Hof (heute Meermeier, Lindenstraße 157) in Verl-Bornholte geboren und wuchs dort auf, kam aber schon früh in die Obhut geistlicher Herren. Er besuchte das Gymnasium in Rietberg und wurde schließlich Pastor. Später avancierte er zum Domkapitular in Osnabrück und hätte dort in Ruhe und Frieden leben können. Doch Johannes Otto Bredeik konnte das Elend der Menschen in Westfalen und im Osnabrücker Raum nicht übersehen. Durch Missernten verhungerten damals Tausende in ganz Europa. Er war nicht bereit, die bittere Armut der Menschen als gottgegeben zu akzeptieren, und suchte eine Möglichkeit, ihnen zu helfen.

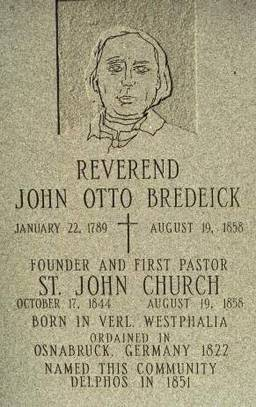
Grabstein von Johannes Otto Bredeick

So organisierte er gemeinsam mit seinem Bruder Ferdinand, der damals noch als Bauer den Hof in Bornholte bewirtschaftete, eine Auswandererbewegung in die USA. Die Brüder kauften von der US-Regierung Land in Ohio und suchten die Familien aus, die mit in die USA gehen sollten. Diese Menschen, die etwa je zur Hälfte aus dem Osnabrücker Raum und aus dem Verler Land stammten, hatten nichts zu verlieren und waren bereit, ihre ärmlichen Katen zu verlassen und in die USA auszuwandern.
Der Bischof von Osnabrück ließ Johannes Otto jedoch nicht ziehen, sondern erlaubte ihm erst viele Jahre später, seinem Bruder zu folgen, der in der Zwischenzeit unter seiner Anleitung 1845 zwei Orte gegründet hatte: Delphos und Ottoville, zwei Städte im sogenannten Mittleren Westen, deren Bewohner noch heute stolz auf ihre deutschen Wurzeln sind und die deutschen Traditionen pflegen. Auch von der westfälischen Mentalität haben sie einiges bewahrt, denn ganz im Gegensatz zum allgemeinen Mobilitätstrend in den USA sind die Leute in Delphos und Umgebung teilweise sehr bodenständig.
Als Father Bredeick im Jahre 1858 starb, hinterließ er nicht nur seinen Verwandten in Verl eine erkleckliche Summe Geldes, sondern legte mit seinem Nachlass den Grundstock für den Bau der heute noch ganz Delphos überragenden St. John’s Church.
Von alledem war in Verl bis 1993 nichts bekannt. Doch dann kam eine Besuchergruppe aus Delphos nach Verl, da sie wusste, dass ihr Stadtgründer dort geboren war. Nach ersten Kontakten mit der Familie Meermeier genannt Bredeik ergaben sich engere Bindungen, die zu regelmäßigen Besuchen in beiden Richtungen führten. Der Heimatverein Verl richtete unter der Leitung von Frithjof Meißner, einem Schwiegersohn der Bredeik-Familie, eine „Arbeitsgruppe Partnerschaft Verl-Delphos“ in, die sich um die Organisation der Kontakte kümmerte.
Bei dem ersten Besuch einer Verler Reisegruppe in Delphos in den Osterferien 1995 sprach John Sheeter, der damalige Bürgermeister von Delphos, erstmals den Gedanken einer Städtepartnerschaft an, doch da kein offizieller Vertreter der Gemeinde mitgereist war, konnten die Teilnehmer der Gruppe Mayor Sheeter lediglich zusagen, diese Idee in Verl an zuständiger Stelle zu überbringen.
Im Herbst 1997 schließlich wurden erstmals offiziell Flaggen ausgetauscht und im März 1998 stellte die Gemeinde Delphos, Ohio, einen Antrag an die Gemeinde Verl, in dem sie durch Bürgermeister John Sheeter offiziell um eine Städtepartnerschaft nachsuchte. Am 2. November 1998 fiel dann in einer Ratssitzung die Entscheidung, den Antrag aus Ohio anzunehmen und eine Städtepartnerschaft mit Delphos einzugehen. Die offizielle Unterzeichnung der Partnerschaftsurkunden fand am 31. März 1999 anlässlich des Besuchs einer deutschen Abordnung in Delphos statt.

## Partnerschaftsaktivitäten
Beim Gemeinderatsbeschluss in Verl, die Partnerschaft zwischen Verl und Delphos zu etablieren, wurde vereinbart, dass die Gemeinde zwar Träger dieser partnerschaftlichen Verbindung ist, die Pflege des „Friendship Link“ aber der Arbeitsgruppe „Partnerschaft Verl–Delphos“ im Heimatverein Verl obliegt. Die Aktivitäten in der Partnerschaft gliedern sich in die beiden Hauptaufgabengebiete „Reisen“ und „Schüleraustausch“.

## Kontakte und Reiseaktivitäten
Seit der ersten Reise im Jahre 1995 fanden in regelmäßigen Abständen gegenseitige Besuche statt, sowohl in Form von Individualreisen als auch Gruppenreisen unter Leitung der Arbeitsgruppe im Heimatverein. Bei der Entfernung zwischen den Partnerstädten ist ein jährlicher Besuchsverkehr nicht zu bewerkstelligen, aber im Abstand von zwei bis drei Jahren gibt es offizielle Reisen im Rahmen der Partnerschaft.

## Schüleraufenthalte in den USA
Da die Partnerschaft aus historischen Gründen (siehe oben) untrennbar mit der Familie Bredeik verbunden ist und der Vorsitzende der Arbeitsgruppe „Partnerschaft“ im Heimatverein im Hauptberuf Lehrer ist, wurde sehr schnell nach der ersten Kontaktaufnahme 1995 die Möglichkeit ins Auge gefasst, deutschen Schülern einen Aufenthalt an einer High School in Delphos zu ermöglichen. Die Partner in den USA standen dieser Art des Kontakts aufgeschlossen gegenüber, so dass in der Folgezeit bis zum gegenwärtigen Zeitpunkt jedes Jahr einige deutsche Schüler nach Delphos reisen und dort drei oder mehr Monate in Gastfamilien wohnen und eine der beiden High Schools besuchen:
- St. John’s Catholic High School
- Jefferson High School